# Cutomu Hata
Cutomu Hata (jap. 羽田 孜, * 24. srpna 1935, Tokio, Japonsko – 28. srpna 2017, Tokio, Japonsko) byl japonský politik a roku 1994 byl krátce premiérem Japonska. Roku 1991 byl ministr financí, v letech 1993–1994 ministr zahraničí, ve stejné době byl též místopředsou vlády. Od roku 2012 byl ministrem dopravy a turismu. Byl představitelem strany Šinseito.
Do čela široké koaliční vlády tvořené osmi stranami, jež oponovaly Liberální demokratické straně, dlouholetému hegemonovi japonského politického systému, nastoupil poté, co kvůli korupčním obviněním musel rezignovat premiér Morihiro Hosokawa. I Hata musel ovšem brzy předat funkci, předsedovi další koaliční strany – Japonské sociálnědemokratické strany Tomiiči Murajamovi.

## Vyznamenání
- velkokříž Řádu prince Jindřicha – Portugalsko, 2. prosince 1993[1]
- velkodůstojník Řádu rumunské hvězdy – Rumunsko, 2002[2]
- Řád květů paulovnie – Japonsko, 29. dubna 2013[3]